# Midlum (Land Wursten)
Midlum (Land Wursten) este o comună din landul Saxonia Inferioară, Germania.
1. 1 2  GeoNames